# Episodi di Mystery Science Theater 3000 (decima stagione)
La decima stagione della serie televisiva Mystery Science Theater 3000 è stata trasmessa in anteprima negli Stati Uniti d'America da Sci Fi Channel tra il 14 marzo 1998 e il 26 settembre 1998.
| nº | Titolo inglese                                       | Titolo italiano                                      | Prima TV USA      | Prima TV Italia |
| -- | ---------------------------------------------------- | ---------------------------------------------------- | ----------------- | --------------- |
| 1  | The Projected Man                                    | Laser X: operazione uomo                             | 14 marzo 1998     |                 |
| 2  | The Phantom Planet                                   | Il pianeta fantasma                                  | 21 marzo 1998     |                 |
| 3  | The Pumaman                                          | L'uomo puma                                          | 4 aprile 1998     |                 |
| 4  | Werewolf                                             | Werewolf                                             | 18 aprile 1998    |                 |
| 5  | The Deadly Bees                                      | Il mistero dell'isola dei gabbiani                   | 9 maggio 1998     |                 |
| 6  | The Space Children (con il corto Century 21 Calling) | I figli dello spazio                                 | 13 giugno 1998    |                 |
| 7  | Hobgoblins                                           | Hobgoblins - La stirpe da estirpare                  | 27 giugno 1998    |                 |
| 8  | The Touch of Satan                                   | L'ossessa - I raccapriccianti delitti di Monroe Park | 11 luglio 1998    |                 |
| 9  | Gorgo                                                | Gorgo                                                | 18 luglio 1998    |                 |
| 10 | The Final Sacrifice                                  | Il sacrificio finale                                 | 25 luglio 1998    |                 |
| 11 | Devil Fish                                           | Shark - Rosso nell'oceano                            | 15 agosto 1998    |                 |
| 12 | The Screaming Skull (con il corto Robot Rumpus)      | Il teschio urlante                                   | 29 agosto 1998    |                 |
| 13 | Quest of the Delta Knights                           | I Cavalieri Delta                                    | 26 settembre 1998 |                 |